# Ralph Ince
Ralph Ince (16 de enero de 1887-10 de abril de 1937) fue un actor, director y guionista cinematográfico de nacionalidad estadounidense, con una carrera que abarcó desde los primeros años del cine mudo hasta 1937. 

## Carrera
Su nombre completo era Ralph Waldo Ince, y nació en Boston, Massachusetts. Era el menor de los cuatro hijos (tres varones y una mujer) de los inmigrantes ingleses John y Emma Ince. Ralph Ince era el hermano de dos pioneros cineastas, John Ince y Thomas H. Ince.
Poco después de nacer, su familia se mudó a Manhattan, dedicándose todos ellos al trabajo teatral: su padre como agente musical, y su madre y sus hermanos como actores. Ralph Ince estudió arte con el dibujante gráfico Dan McCarthy y, durante un tiempo, trabajó como dibujante del New York World, siendo más adelante ilustrador del New-York Mirror y del The Evening Telegram. En ocasiones a lo largo de su carrera cinematográfica, Ince siguió contribuyendo con dibujos a las publicaciones más populares de la época. En los inicios de su trayectoria artística, Ince, que había trabajado en el teatro de niño, fue miembro de la compañía de repertorio de Richard Mansfield, actuando en obras como The College Widow, de George Ade, o Ben Hur.
Hacia 1906 Ince fue animador en la incipiente industria cinematográfica, trabajando para Winsor McCay, aunque pronto se dedicó a la actuación y entró en la compañía Vitagraph Studios, donde se dio a conocer por encarnar a Abraham Lincoln en una serie de cortometrajes. Ince empezó a dirigir en Vitagraph hacia 1910, aunque siguió actuando en muchas películas a lo largo de su carrera. En total, entre 1910 y 1937 dirigió más de 170 filmes, actuando en unos 110 en ese mismo período.

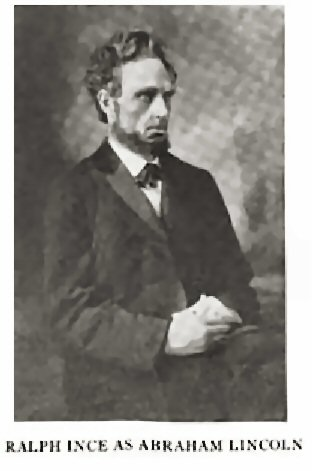
Theatre of Science, 1914

## Vida personal
Ince se casó tres veces. Su primera esposa fue la actriz de Vitagraph Lucille Lee Stewart, hermana de otra actriz, Anita Stewart. La unión duró quince años, y la pareja se divorció en 1925, dos años después de que ella le hubiera dejado. Al año siguiente se casó con la hija única del presidente de Venezuela Cipriano Castro de nombre Rosa Castro Martinez (Lucille Mendez), una actriz cinematográfica y teatral a la que había descubierto. Este matrimonio finalizó en 1932 tras acusar Mendez a Ince de dañar su carrera al no permitir que aceptara determinadas ofertas de trabajo. La última mujer de Ince fue Helen Ruth Tigges, nativa de Frazee (Minnesota). Con ella tuvo su único hijo.
Ralph Ince falleció el 10 de abril de 1937 cuando el coche que conducía su esposa chocó cerca de su residencia en Londres, Inglaterra. El matrimonio se había trasladado al Reino Unido, poco después de casarse en 1932, para continuar allí con su trabajo cinematográfico.

## filmografía seleccionada

### Director
| - Troublesome Secretaries (1911) - The Peace Offering; or, The Absconding Bridget (1911) - The Ninety and Nine (1911) - The Cave Man - The Serpents, codirigida con Charles L. Gaskill (1912) - A Double Danger (1912) - The Counts (1912) - Her Choice (1912) - The Godmother (1912) - The Mills of the Gods (1912) - The Professor and the Lady (1912) - Una of the Sierras (1912) - The Wood Violet (1912) - The Curio Hunters (1912) - Song of the Shell (1912) - The Finger of Suspicion (1912) - Sue Simpkins' Ambition (1912) - The Delayed Letter (1913) - Off the Road (1913) - The Bringing Out of Papa (1913) - His Wife's Relatives (1913) - How Fatty Made Good - The Classmate's Frolic (1913) - Papa Puts One Over (1913) - A Heart of the Forest (1913) - Red and White Roses (1913) - The Strength of Men (1913) - Brother Bill (1913) - Love Laughs at Locksmiths; or, Love Finds a Way (1913) - The Web (1913) - A Fighting Chance (1913) - Two's Company, Three's a Crowd (1913) | - The Forgotten Latchkey (1913) - A Regiment of Two, codirigida con George D. Baker (1913) - Song Bird of the North (1913) - A Sweet Deception (1913) - The Moulding (1913) - The Prince of Evil (1913) - Bingles' Nightmare; or, If It Had Only Been True (1913) - The Call (1913) - The Lost Millionaire (1913) - The Treasure of Desert Isle (1913) - Master Fixit (1913) - Peggy's Burglar (1913) - Fatty's Affair of Honor (1913) - His Last Fight (1913) - Why I Am Here (1913) - The Wreck, codirigida con W.J. Lincoln (1913) - The Swan Girl (1913) - His Second Wife (1913) - Diana's Dress Reform (1914) - The Right and the Wrong of It (1914) - The Lucky Elopement (1914) - Lincoln, the Lover (1914) - A Million Bid (1914) - Back to Broadway (1914) - The Girl from Prosperity (1914) - He Never Knew (1914) - Wife Wanted (1914) - Shadows of the Past (1914) - Uncle Bill (1914) - The Painted World (1914) - Four Thirteen (1914) - 'Midst Woodland Shadows (1914) | - Two Women (1914) - The Sins of the Mothers (1914) - The Right Girl? (1915) - From Headquarters (1915) - The Juggernaut (1915) - His Phantom Sweetheart (1915) - The Sort-of-Girl-Who-Came-From-Heaven (1915) - The Goddess (1915) - The Awakening (1915) - Count 'Em (1915) - My Lady's Slipper (1916) - The Conflict (1916) - The Combat (1916) - The Argyle Case (1917) - Fields of Honor (1918) - Tempered Steel - The Eleventh Commandment - Our Mrs. McChesney - La stella della taverna nera - The Panther Woman - Five Thousand an Hour - Virtuous Men - Two Women (1919) - A Stitch in Time - Too Many Crooks - The Painted World (1919) - Shadows of the Past (1919) - After Midnight (1921) - Homeward Bound (1923) - Hurricane (1929) |

### Actor
- Athletic American Girls (1907)
- Othello, de William V. Ranous (1908)
- The Star Spangled Banner, de J. Searle Dawley (1911)
- Billy the Kid (1911)
- The Money Kings
- The Seventh Son, de Hal Reid (1912)
- The Cave Man
- The Serpents
- Love in the Ghetto, de Hal Reid (1912)
- The Lady of the Lake, de J. Stuart Blackton (1912)
- Mockery
- Yellow Bird
- Lincoln's Gettysburg Address, de James Stuart Blackton y James Young
- The Heart of Esmeralda
- After Midnight, de Ralph Ince (1921)
- El pequeño César / Hampa dorada (Little Caesar, 1931) de Mervin LeRoy
- The Big Gamble, de Fred Niblo (1931)

### Guionista
| - Drumsticks, de Laurence Trimble (1910) - The Serpents, de Charles L. Gaskill y Ralph Ince (1912) | - The Counts, de Ralph Ince (1912) | - Her Choice, de Ralph Ince (1912) |

### Productor
- Her Man, de John Ince y Ralph Ince (1918)